# Оденвалд
Оденвалд (на немски: Odenwald) е нископланински масив в югозападната част на Германия, в провинции Хесен, Баден-Вюртемберг и Бавария. Масивът е разположен на север от планината Шварцвалд покрай десния бряг на река на река Рейн на запад и десните му притоци Майн на север и североизток и Некар на юг. Масивът има почти кръгла форма с диаметър около 50 – 60 km. Максимална височина връх Катценбукел 625 m, издигащ се в южната му част, над град Ебербах. Изграден е предимно от гнайси на запад и пъстроцветни пясъчници на изток. Най-високите му части са плоски, западните склонове обърнати към Горнорейнската низина са стръмни, а източните полегати. Климатът е мек, влажен с годишна сума на валежите 800 – 1000 mm. От Оденвалд водят началото си няколко малки и къси реки – Вешниц и Ландграбен (десни притоци на Рейн), Мемлинг и Гершпренц (леви притоци на Майн), Елц и Итер (десни притоци на Некар). Около 1/3 от територията на масива е покрита с букови, дъбови и иглолистни гори. Развива се интензивно животновъдство и земеделие (овес, ечемик, пшеница), а в речните долини – овощарство и лозарство. Районът е слабо населен, като най-големите селища са разположени в подножията му – Мосбах, Ебербах, Хайделберг, Вайнхайм, Бенсхайм, Дармщат и др.